# Élections régionales de 2010 en Franche-Comté
Pour un article plus général, voir Élections régionales françaises de 2010.

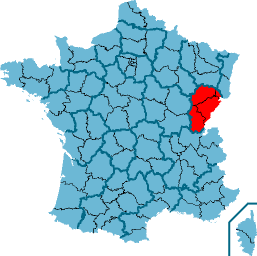
La région Franche-Comté

Les élections régionales françaises de 2010 ont eu lieu les 14 et 21 mars en Franche-Comté.

## Contexte régional
Historiquement à droite le conseil régional, bascule pour la première fois de son histoire à gauche, en 2004, grâce notamment à une triangulaire avec le Front National. Raymond Forni est alors élu président de région par l'assemblée régionale, fonction qu'il occupera jusqu'à son décès en janvier 2008. En conséquence la première vice-présidente Marie-Guite Dufay assure la présidence par intérim, jusqu'à son élection par le conseil le 24 janvier 2008, afin de terminer le mandat du président défunt. La Présidente Dufay annonce le 5 septembre 2009, qu'elle est candidate à sa réélection comme chef de l'exécutif régional, près d'un mois plus tard elle est plébiscitée par les militants socialiste avec plus de 93 % des suffrages, contre seulement 7 % à son concurrent Jean-Philippe Huelin. Elle arrive à faire l'union dès le premier tour avec le MRC de Jean-Pierre Chevènement et le PRG.
De leur côté, à la suite du succès des élections européennes, les écologistes francs-comtois ont choisi de poursuivre la démarche Europe Écologie, visant à rassembler l'ensemble de la galaxie écologiste. Le 28 novembre 2009, ils désignent Alain Fousseret, vice-président sortant du conseil régional, comme tête de liste régionale. La moitié des sièges est réservée aux Verts, l'autre aux personnes issues de la société civile.
De plus, il sera intéressant de voir si le Front de gauche franchira, contrairement à 2004 où le PCF déjà conduit par Evelyne Ternant avait réalisé 4,18 %, la barre des 5 % leur permettant de fusionner entre les deux tours avec la liste emmenée par Marie-Guite Dufay.
À droite, Alain Joyandet investi sans opposition par l'UMP, a longtemps hésité avant de se lancer officiellement ; notamment à cause de l'exigence de Nicolas Sarkozy faite aux ministres-candidats de choisir entre une région et un porte-feuille ministériel, ce sera chose faite le 21 novembre 2009. Peu avant Joyandet, l'ancien président UMP du conseil régional Jean-François Humbert annonce lui aussi sa candidature "en homme libre et indépendant" à la tête de la région, dans la foulée Humbert démissionne de la présidence du groupe UMP au conseil régional et malgré les appels du pied du secrétaire d'État à la Francophonie et de l'UMP, J-F Humbert a maintenu sa candidature, avant de la retirer le 11 février. La Présidente socialiste fait remarquer que malgré la présence d'une liste Les Verts / Europe Écologie menée par Alain Fousseret "La division n’est pas l’apanage de la gauche" et ce d'autant que les deux listes ont toujours annoncé leur fusion au deuxième tour.
La présence du Front National au second tour (de nouveau emmenée par Sophie Montel, qui avait déjà réalisé 17 % au second tour en 2004) est un facteur qui conditionnera les possibilités de faire revenir la région dans le giron de la droite.
Néanmoins, la présence spectaculaire d'une liste intitulée "Ligue comtoise NON aux minarets", menée par des militants de la Nouvelle Droite Populaire de Robert Spieler, du PdF de Carl Lang et du MNR d'Annick Martin, risque de bouleverser la donne. Cette liste entend faire de ces élections régionales un référendum contre l'islamisation de la région. En Franche-Comté, la Suisse n'est jamais bien loin.

## Candidats

### Candidats du premier tour
- LO : Michel Treppo, liste "Lutte Ouvrière soutenue par Arlette Laguiller"
- NPA : Laurence Lyonnais, liste "Pour une gauche anticapitaliste et écologiste. Liste présentée par le NPA et soutenue par Olivier Besancenot"
- FG (PCF, PG, GU)/Alternatifs/FASE : Evelyne Ternant (PCF), ancienne dirigeante de la section du PCF de Besançon, liste "Ensemble pour une région à gauche, solidaire, écologique et citoyenne présentée par le Front de gauche"

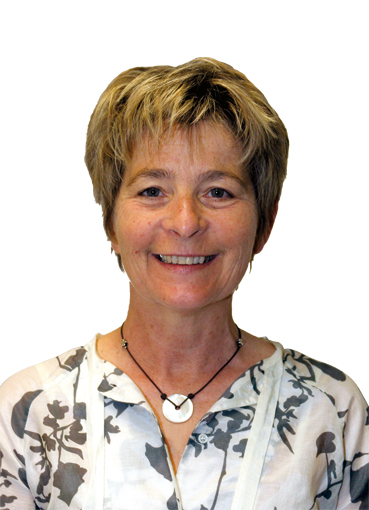
PS/MRC/PRG/DVG : Marie-Guite Dufay (PS), présidente sortante, liste "Une Franche-Comté d’avance, juste, écologique et innovante"
- EÉ : Alain Fousseret (Les Verts), vice-président sortant, liste "Europe Écologie Franche-Comté"
- Écologie solidaire : Claude Buchot
- MoDem/AEI: Christophe Grudler, conseiller général et municipal de Belfort, liste  "Rassembler la Franche-Comté avec Christophe Grudler, liste soutenue par François Bayrou"
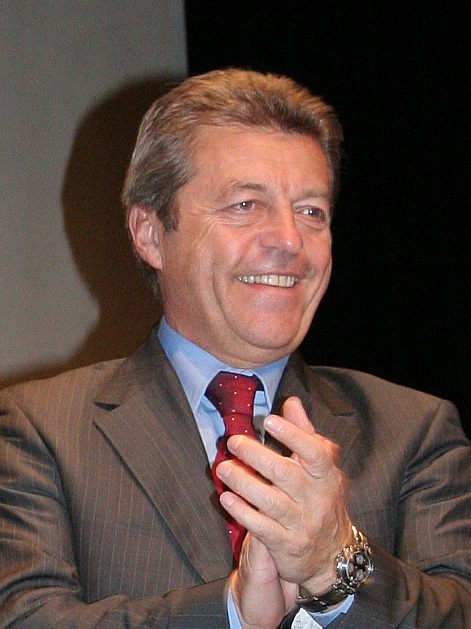
Majorité présidentielle : Alain Joyandet (UMP), secrétaire d'État à la Coopération et à la Francophonie et maire de Vesoul (Haute-Saône), liste "Majorité présidentielle UMP - Nouveau Centre - Parti radical - Gauche Moderne - MPF - CPNT"
FN : Sophie Montel, conseillère régionale d'opposition sortante, liste "Front national pour la Franche-Comté, les Français d’abord !"
- PDF/MNR/Nouvelle droite populaire| (NDP)/Front comtois : Christophe Devillers, liste "La ligue comtoise, non aux minarets !"

### Candidats du second tour
- Marie-Guite Dufay[15] 
Candidate PS/PRG/MRC
- Alain Joyandet[16]
Candidat UMP/NC/MPF/CPNT/LGM
- Sophie Montel[17] 
Candidate du FN

### Têtes de liste départementale
| Listes | Listes          | Doubs             | Haute-Saône                 | Jura               | Territoire de Belfort   |
| ------ | --------------- | ----------------- | --------------------------- | ------------------ | ----------------------- |
|        | Liste Treppo    | Christian Driano  | Daniel Rouillon             | Dominique Revoy    | Christiane Petitot      |
|        | Liste Lyonnais  | François Portal   | Aline Carton                | Rachel Choix       | Claude Paufert          |
|        | Liste Ternant   | Jacques Antoine   | Frédéric Bernabé            | Hélène Franco      | Marie France Couqueberg |
|        | Liste Dufay     | Marie-Guite Dufay | Martine Péquignot           | Denis Vuillermoz   | Étienne Butzbach        |
|        | Liste Fousseret | Anne Vignot       | Michèle Durand-Migeon       | Marc Borneck       | Alain Fousseret         |
|        | Liste Buchot    | Hervé Drouot      | Martine Lionnet             | Claude Buchot      | Catherine Bahl          |
|        | Liste Grudler   | Philippe Gonon    | Gilles Lorimier             | Jacques Lançon     | Christophe Grudler      |
|        | Liste Joyandet  | Alain Joyandet    | Anne-Laure Breuillard-Fléty | Sylvie Vermeillet  | Damien Meslot           |
|        | Liste Montel    | Sophie Montel     | Robert Sennerich            | Jean-Pierre Mouget | Patrick Jeanroch        |
|        | Liste Devillers | Yvan Lajeanne     | Christophe Devillers        | Gérard Cretin      | Paul-Arnaud Croissant   |

## Sondages

### Intentions de vote
Avertissement : les résultats des intentions de vote ne sont que la mesure actuelle des rapports de forces politiques. Ils ne sont en aucun cas prédictifs du résultat des prochaines élections.
La marge d'erreur de ces sondages est de 4,5 % pour 500 personnes interrogées, 3,2 % pour 1000, 2,2 % pour 2000 et 1,6 % pour 4000.
| Sondage (et sa source) | Date de réalisation de l'enquête | Liste Joyandet (UMP) | Liste Dufay (PS) | Liste Fousseret (EÉ) | Liste Montel (FN) | Liste Ternant (FG) | Liste Treppo (LO) | Liste Grudler (MoDem) | Liste Lyonnais (NPA) | Liste Buchot (ÉS) | Liste Devillers (PDF) | Personnes interrogées |
| ---------------------- | -------------------------------- | -------------------- | ---------------- | -------------------- | ----------------- | ------------------ | ----------------- | --------------------- | -------------------- | ----------------- | --------------------- | --------------------- |
| TNS Sofres             | 8 et 9 mars 2010                 | 36 %                 | 29 %             | 10 %                 | 9 %               | 4 %                | 3 %               | 3 %                   | 2,5 %                | 2,5 %             | 1 %                   | 700                   |

| Sondage (et sa source) | Date de réalisation de l'enquête | Liste Joyandet (UMP) | Liste Dufay (PS) | Liste Montel (FN) | Personnes interrogées |
| ---------------------- | -------------------------------- | -------------------- | ---------------- | ----------------- | --------------------- |
| TNS Sofres             | 8 et 9 mars 2010                 | 41 %                 | 50 %             | 9 %               | 700                   |

| Sondage (et sa source) | Date de réalisation de l'enquête | Liste Joyandet (UMP) | Liste Dufay (PS) | Personnes interrogées |
| ---------------------- | -------------------------------- | -------------------- | ---------------- | --------------------- |
| TNS Sofres             | 8 et 9 mars 2010                 | 48 %                 | 52 %             | 700                   |

### Notoriété
En décembre 2009, un sondage LH2 démontre que seuls 17 % des Francs-Comtois citent spontanément le nom de leur présidente de région, Marie-Marguerite Dufay, ce qui confirme le déficit de notoriété de la Présidente, du moins par rapport à son prédécesseur, Raymond Forni.

## Résultats

### Régionaux
| Tête de liste Étiquette politique (partis et alliances) | Tête de liste Étiquette politique (partis et alliances)         | Premier tour | Premier tour | Second tour | Second tour | Sièges | Sièges |  |
| Tête de liste Étiquette politique (partis et alliances) | Tête de liste Étiquette politique (partis et alliances)         | Voix         | %            | Voix        | %           | Nombre | %      |  |
| ------------------------------------------------------- | --------------------------------------------------------------- | ------------ | ------------ | ----------- | ----------- | ------ | ------ |  |
|                                                         | Alain Joyandet Majorité présidentielle (UMP - NC - MPF - CPNT)  | 128 225      | 32,13        | 173 505     | 38,35       | 12     | 27,90  |  |
|                                                         | Marie-Guite Dufay sortante Parti socialiste (PRG - MRC)         | 119 160      | 29,86        | 214 582     | 47,43       | 27     | 62,80  |  |
|                                                         | Alain Fousseret Europe Écologie                                 | 37 333       | 9,36         | 214 582     | 47,43       | 27     | 62,80  |  |
|                                                         | Sophie Montel Front national                                    | 52 440       | 13,14        | 64 370      | 14,23       | 4      | 9,30   |  |
|                                                         | Evelyne Ternant Front de gauche                                 | 16 172       | 4,05         |             |             |        |        |  |
|                                                         | Christophe Grudler Mouvement démocrate (AÉI)                    | 14 036       | 3,52         |             |             |        |        |  |
|                                                         | Laurence Lyonnais Nouveau parti anticapitaliste                 | 13 087       | 3,28         |             |             |        |        |  |
|                                                         | Christophe Devillers Extrême droite (PDF - MNR - Front comtois) | 9 820        | 2,46         |             |             |        |        |  |
|                                                         | Claude Buchot Divers écologiste                                 | 4 471        | 1,12         |             |             |        |        |  |
|                                                         | Michel Treppo Lutte ouvrière                                    | 4 314        | 1,08         |             |             |        |        |  |
|                                                         |                                                                 |              |              |             |             |        |        |  |
| Inscrits                                                | Inscrits                                                        | 811 387      | 100,00       | 811 312     | 100,00      |        |        |  |
| Abstentions                                             | Abstentions                                                     | 396 509      | 48,87        | 341 194     | 42,05       |        |        |  |
| Votants                                                 | Votants                                                         | 414 878      | 51,13        | 470 118     | 57,95       |        |        |  |
| Blancs et nuls                                          | Blancs et nuls                                                  | 15 820       | 3,81         | 17 661      | 3,76        |        |        |  |
| Exprimés                                                | Exprimés                                                        | 399 058      | 96,19        | 452 457     | 96,24       |        |        |  |

### Par département

#### Premier tour
| Liste          | Liste                   | Tête de liste        | Doubs   | Doubs  | Jura    | Jura   | Haute-Saône | Haute-Saône | Ter. de Belfort | Ter. de Belfort |  |
| Liste          | Liste                   | Tête de liste        | #       | %      | #       | %      | #           | %           | #               | %               |  |
| -------------- | ----------------------- | -------------------- | ------- | ------ | ------- | ------ | ----------- | ----------- | --------------- | --------------- |  |
|                | Majorité Présidentielle | Alain Joyandet       | 56 415  | 32,36  | 26 790  | 30,23  | 33 528      | 35,97       | 11 492          | 26,80           |  |
|                | PS-MRC-PRG-DVG          | Marie-Guite Dufay    | 54 794  | 31,43  | 24 467  | 27,61  | 27 755      | 29,77       | 12 143          | 28,32           |  |
|                | FN                      | Sophie Montel        | 21 793  | 12,50  | 11 238  | 12,68  | 12 832      | 13,77       | 6 577           | 15,34           |  |
|                | Verts-Europe Écologie   | Alain Fousseret      | 16 743  | 9,60   | 9 390   | 10,59  | 6 573       | 7,05        | 4 627           | 10,79           |  |
|                | Front de gauche         | Evelyne Ternant      | 5 928   | 3,40   | 5 093   | 5,75   | 3 425       | 3,67        | 1 725           | 4,02            |  |
|                | MoDem-AEI               | Christophe Grudler   | 5 622   | 3,22   | 3 663   | 4,13   | 2 446       | 2,62        | 2 305           | 5,38            |  |
|                | NPA                     | Laurence Lyonnais    | 5 394   | 3,09   | 3 193   | 3,60   | 2 921       | 3,13        | 1 578           | 3,68            |  |
|                | PDF-MNR-FC              | Christophe Devillers | 4 210   | 2,42   | 2 074   | 2,34   | 2 108       | 2,26        | 1 428           | 3,33            |  |
|                | LO                      | Michel Treppo        | 1 746   | 1,00   | 1 024   | 1,16   | 979         | 1,05        | 565             | 1,32            |  |
|                | Écologie solidaire      | Claude Buchot        | 1 682   | 0,96   | 1 695   | 1,91   | 654         | 0,70        | 440             | 1,03            |  |
|                |                         |                      |         |        |         |        |             |             |                 |                 |  |
| Inscrits       | Inscrits                | Inscrits             | 352 387 | 100,00 | 185 887 | 100,00 | 179 481     | 100,00      | 90 934          | 100,00          |  |
| Abstention     | Abstention              | Abstention           | 172 120 | 48,84  | 93 419  | 50,26  | 82 061      | 45,72       | 46 222          | 50,83           |  |
| Votants        | Votants                 | Votants              | 180 267 | 51,16  | 92 468  | 49,74  | 97 420      | 54,28       | 44 712          | 49,17           |  |
| Blancs et nuls | Blancs et nuls          | Blancs et nuls       | 5 940   | 3,30   | 3 841   | 4,15   | 4 199       | 4,31        | 1 832           | 4,10            |  |
| Exprimés       | Exprimés                | Exprimés             | 174 327 | 96,70  | 88 627  | 95,85  | 93 221      | 95,69       | 42 880          | 95,90           |  |

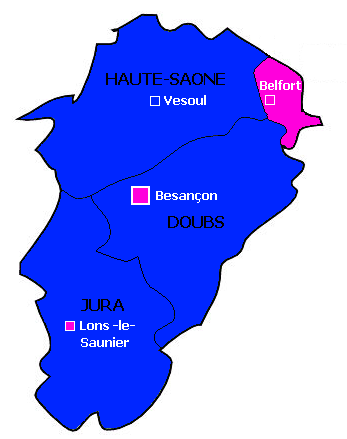
Résultats du premier tour par départements et leurs chefs-lieux

Dans un contexte national marqué par une forte abstention (plus de 53 %), en Franche-Comté cette démobilisation fut plus modérée avec "seulement" 48,7 % d'abstention. Néanmoins, ce fut tout de même douze points de plus par rapport aux dernières régionales en Franche-Comté.
En ce qui concerne les résultats, l'UMP Alain Joyandet arrive en tête de ce premier tour avec un peu plus de 32 % des voix, il est talonné par sa rivale socialiste, la présidente sortante Marie-Guite Dufay qui avoisine les 30 %. Vient ensuite le Front National emmené par Sophie Montel, qui recueille près de 13 % des voix, ce qui lui permettra de se maintenir au second tour. Il faut également retenir que le score du Front National en Franche-Comté est inférieur à celui des dernières régionales, mais supérieur au score national du parti frontiste cette année. Les principaux analystes politiques s'accordent à dire que le maintien de l'extrême-droite au second tour porte un coup fatal aux espoirs de reconquête d'Alain Joyandet, ; ce dernier affirme d'ailleurs que "voter Front National revient à voter socialiste" et appelle les électeurs à se mobiliser en vue du second tour.
Parmi les listes qui n'atteignent pas le seuil de maintien de 10 % : Europe Écologie avec un peu plus de 9 % mais qui dépasse cependant le seuil des 10 % dans deux des quatre départements de la région ; l'impossibilité d'atteindre un score à deux chiffres est probablement liée à la présence d'une deuxième liste écologiste emmenée par Claude Buchot, qui réalise un score d'un peu plus d'1 %. Le Front de gauche n'atteint pas le seuil de fusion de 5 % et n'aura donc pas d'élus au conseil régional. Mais avec 4 % des suffrages, il réalise un score proche de celui de 2004. Le MoDem quant à lui s'effondre à 3,5 %. L'extrême-gauche, avec un peu plus de 4 %, reste stable. Enfin la liste controversée, la "ligue comtoise non aux minarets", obtient près de 2,5 % des voix.
Au niveau départemental, Alain Joyandet se hisse nettement en tête en Haute-Saône (département dont il fut sénateur puis député) et s'impose également dans le Doubs et dans le Jura. Marie-Guite Dufay arrive en tête dans le Territoire de Belfort, où elle profite incontestablement de la présence du maire de Belfort, Étienne Butzbach comme tête de liste départementale.
Enfin parmi les performances au niveau des villes de la région, la présidente socialiste obtient plus de 40 % à Héricourt, 38 % à Lure et 34 % à Besançon. Le secrétaire d'État à la coopération et à la francophonie du gouvernement Fillon obtient quant à lui 46 % dans son fief de Vesoul, ville dont il est maire.

#### Second tour
| Liste          | Liste                                        | Tête de liste     | Doubs   | Doubs  | Jura    | Jura   | Haute-Saône | Haute-Saône | Ter. de Belfort | Ter. de Belfort |  |
| Liste          | Liste                                        | Tête de liste     | #       | %      | #       | %      | #           | %           | #               | %               |  |
| -------------- | -------------------------------------------- | ----------------- | ------- | ------ | ------- | ------ | ----------- | ----------- | --------------- | --------------- |  |
|                | Union de la gauche (PS-MRC-PRG-DVG-EÉ-LV)    | Marie-Guite Dufay | 94 687  | 48,11  | 48 690  | 48,24  | 47 448      | 44,78       | 23 680          | 48,56           |  |
|                | Majorité Présidentielle (UMP/NC/MPF/CPNT/GM) | Alain Joyandet    | 76 211  | 38,72  | 37 678  | 37,33  | 43 165      | 40,74       | 16 528          | 33,89           |  |
|                | Front national                               | Sophie Montel     | 25 909  | 13,16  | 14 561  | 14,43  | 15 342      | 14,48       | 8 558           | 17,55           |  |
|                |                                              |                   |         |        |         |        |             |             |                 |                 |  |
| Inscrits       | Inscrits                                     | Inscrits          | 352 370 | 100,00 | 185 889 | 100,00 | 179 434     | 100,00      | 93 593          | 100,00          |  |
| Abstention     | Abstention                                   | Abstention        | 148 774 | 42,22  | 80 611  | 43,37  | 69 167      | 38,55       | 42 617          | 45,53           |  |
| Votants        | Votants                                      | Votants           | 203 596 | 57,78  | 105 278 | 56,63  | 110 267     | 61,45       | 50 976          | 54,47           |  |
| Blancs et nuls | Blancs et nuls                               | Blancs et nuls    | 6 789   | 3,33   | 4 349   | 4,13   | 4 312       | 3,91        | 2 210           | 4,34            |  |
| Exprimés       | Exprimés                                     | Exprimés          | 196 807 | 96,67  | 100 929 | 95,87  | 105 955     | 96,09       | 48 766          | 95,66           |  |

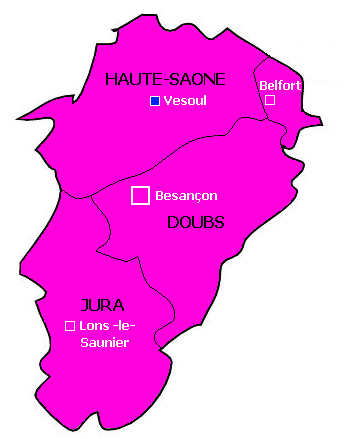
Résultats du second tour par départements et leurs chefs-lieux

Concernant la participation, la Franche-Comté est la région de France métropolitaine où l'abstention a été la plus faible juste après la Corse. Toutefois l'abstention a progressé de plus de dix points par rapport au second tour des dernières élections régionales franc-comtoises. Il faut noter un autre phénomène concernant l'abstention, plus cette dernière est forte plus le score de la gauche est fort et inversement plus l'abstention est faible plus la droite est forte (les résultats dans le Territoire de Belfort et en Haute-Saône illustrent bien ce phénomène).
Concernant les résultats, la liste de la présidente socialiste sortante Marie-Guite Dufay est réélue avec plus de 47 % des suffrages, pour un second mandat de quatre ans. La liste du secrétaire d'État UMP Alain Joyandet est battue en obtenant un peu plus de 38 %, mais ce dernier réalise un score honorable par rapport aux autres ministres candidats. La conseillère régionale FN Sophie Montel obtient près de 14 %, soit près de trois points de moins qu'en 2004.
À l'échelle départementale, Alain Joyandet s'incline face à Marie-Guite Dufay en Haute-Saône mais réalise son meilleur score départemental. Le Doubs, le Jura et surtout le Territoire de Belfort plébiscitent également la présidente socialiste.
À noter également que l'UMP Alain Joyandet a concédé très tôt dans la soirée sa défaite.

### Nouvelle assemblée régionale

Composition du nouveau conseil régional (2010-2014)

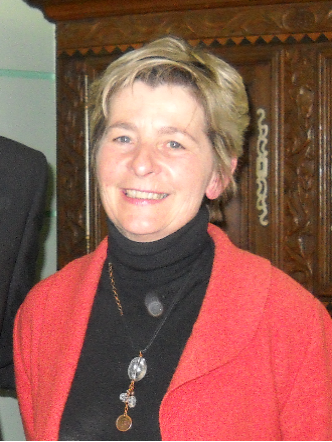
Marie-Guite Dufay dont la liste est sortie victorieuse, a été reconduite à la tête du conseil régional par 27 voix contre 4 à Sophie Montel.

Par rapport au scrutin de 2004, la liste d'union de la gauche progresse d'un siège, quand dans le même temps le FN en perd un.
Le Nouveau Centre et Mouvement républicain et citoyen font leurs entrées dans l'assemblée régionale avec respectivement trois et deux sièges.
Le candidat malheureux d'Europe Écologie au premier tour, Alain Fousseret, est réélu conseiller régional sur la liste d'Union de la Gauche dans le Territoire-de-Belfort. Les écologistes passent de six à sept sièges au conseil régional par rapport aux dernières régionales.
Alain Joyandet s'est engagé à siéger dans l'assemblée régionale malgré sa défaite au niveau régional.
Répartition des sièges :
- Union de la Gauche : 27 sièges (+1)
- Majorité Présidentielle : 12 sièges (=)
- Front national : 4 sièges (-1)

### Informations externes
- Dossier de presse publié par le ministère de l'Intérieur sur les élections
- Candidatures sur le site dédié du ministère de l'Intérieur